# Завежбе (Малопольське воєводство)
Завежбе (пол. Zawierzbie) — село в Польщі, у гміні Ґрембошув Домбровського повіту Малопольського воєводства.
Населення — 106 осіб (2011).
У 1975-1998 роках село належало до Тарновського воєводства.

## Демографія
Демографічна структура станом на 31 березня 2011 року:
|          | Загалом | Допрацездатний вік | Працездатний вік | Постпрацездатний вік |
| -------- | ------- | ------------------ | ---------------- | -------------------- |
| Чоловіки | 54      | 10                 | 38               | 6                    |
| Жінки    | 52      | 12                 | 27               | 13                   |
| Разом    | 106     | 22                 | 65               | 19                   |